# 韦谦
韦谦（？—？），京兆郡杜陵县（今陕西省西安市长安区）人，出自京兆韦氏东眷，前秦尚书韦钟之子，韦华之兄。
建元二十一年（385）年三月，西燕威帝慕容冲在骊山击败并杀死了前秦高阳愍公苻方，俘虏了韦钟，慕容冲任命韦韦谦为冯翊郡太守，让他召集三辅的百姓。冯诩的坞堡主邵安民等人责备韦谦说：“您是雍州的望族，今天竟然跟随乱臣贼子，与他们行不忠不义之事，有什么面目活在世上？”韦谦将这番话告诉韦钟，韦钟自杀，韦谦南奔东晋。